# Terminator 2: Judgment Day (flipperspel)
Terminator 2: Judgment Day är ett flipperspel från 1991 med röst av Arnold Schwarzenegger.
Spelet designades av Steve Ritchie och tillverkades av Williams Electronics.